# Lidija Fotijewa
Lidija Aleksandrowna Fotijewa (ros. Лидия Александровна Фотиева, ur. 6 października?/18 października 1881 w Riazaniu, zm. 25 sierpnia 1975 w Moskwie) – rosyjska rewolucjonistka, działaczka komunistyczna.

## Życiorys
Od 1899 uczyła się w moskiewskim konserwatorium, a od 1900 na biestużewskich kursach żeńskich w Petersburgu, w 1901 za udział w ruchu studenckim została zesłana do Permu. Brała aktywny udział w ruchu rewolucyjnym, kilkakrotnie była aresztowana, w 1904 wstąpiła do SDPRR i udała się na emigrację. Pracowała w bolszewickich sekcjach w Genewie i Paryżu, pomagała w działalności partyjnej Nadieżdzie Krupskiej, w 1905 wróciła do Petersburga i prowadziła tam działalność komunistyczną. W 1917 ukończyła moskiewskie konserwatorium, pracowała w rejonowym komitecie SDPRR(b) i w redakcji „Prawdy” jako pracownica Mołotowa. Od 1918 do 1924 była osobistym sekretarzem Lenina i jednocześnie sekretarzem Rady Komisarzy Ludowych RFSRR/Rady Komisarzy Ludowych ZSRR. Od 1933 pracowała w Gławenergo i we Wszechzwiązkowym Instytucie Ciepło-Technicznym, w 1934 ukończyła Akademię Planowania. Od 1938 pracowała w Centralnym Muzeum im. Lenina, a podczas wojny z Niemcami w KC MOPR, była delegatem na Zjazdy KPZR od XXII do XXIV, w 1956 przeszła na emeryturę. Została pochowana na Cmentarzu Nowodziewiczym. W Moskwie jej imieniem nazwano ulicę.

## Odznaczenia
- Medal Sierp i Młot Bohatera Pracy Socjalistycznej (18 października 1971)
- Order Lenina (czterokrotnie, 27 lipca 1954, 7 marca 1960, 26 października 1967 i 18 października 1971)
- Order Czerwonego Sztandaru Pracy (24 października 1961)

I medale.